# راينر بوك
راينر بوك (بالإنجليزية: Rainer Bock)‏ (و. 1954 – م) هو ممثل، وممثل مسرحي، وممثل أفلام من ألمانيا . ولد في كيل.

## روابط خارجية
- راينر بوك على موقع IMDb (الإنجليزية)
- راينر بوك على موقع مونزينجر (الألمانية)
- راينر بوك على موقع قاعدة بيانات الأفلام العربية
- راينر بوك على موقع ألو سيني (الفرنسية)
- راينر بوك على موقع ميوزك برينز (الإنجليزية)
- راينر بوك على موقع أول موفي (الإنجليزية)
- راينر بوك على موقع قاعدة بيانات الأفلام السويدية (السويدية)
- راينر بوك على موقع قاعدة بيانات الفيلم (الإنجليزية)
- راينر بوك على موقع كينوبويسك (الروسية)